# Atractodes striativentris
Atractodes striativentris là một loài tò vò trong họ Ichneumonidae.